# Ernst Krappe
Ernst Krappe (* 31. Oktober 1891 in Soest; † 12. Mai 1977 in Minden in Westfalen) war ein deutscher Politiker (NSDAP).

## Leben und Wirken
Nach dem Besuch der Volksschule und des Gymnasiums studierte Krappe Rechts- und Staatswissenschaft sowie Volkswirtschaft an den Universitäten Lausanne, München und Berlin. 1914 legte er die erste juristische Staatsprüfung ab. In den folgenden vier Jahren nahm er als Feldartillerist und Ordonnanzoffizier beim Artilleriekommando 232 am Ersten Weltkrieg teil, in dem er an der West- und Ostfront kämpfte und mit dem Eisernen Kreuz I. Klasse ausgezeichnet wurde. Nach dem Ende des Krieges nahm Krappe sein Studium wieder auf. 1920 promovierte er in Breslau zum Dr. jur. 1921 folgte die 2. juristische Staatsprüfung. In den folgenden Jahren arbeitete Krappe als Finanzamtsvorsteher (Regierungsrat) in Lemgo. 1922 heiratete Krappe.
Zum 1. September 1929 trat Krappe in die NSDAP ein (Mitgliedsnummer 150.578). 1931 wurde er Gauwirtschaftsreferent im Gau Westfalen Nord. Ein Jahr später, 1932, erhielt er den Posten eines Gauinspekteurs der NSDAP und eines Gauredners für Wirtschaftsfragen. Bei der Reichstagswahl im Juli 1932 wurde Krappe als Kandidat der NSDAP für den Wahlkreis 17 (Westfalen Nord) in den Reichstag gewählt, dem er knapp vier Monate lang, bis zur Reichstagswahl vom November desselben Jahres angehörte. Im Anschluss an die Landtagswahl im Freistaat Lippe-Detmold am 15. Januar 1933, bei der Krappe in den lippischen Landtag gewählt wurde, wurde Krappe am 7. Februar durch den neuen Landtag zum Ministerpräsidenten von Lippe gewählt. Am 26. Mai 1933 wurde er auf eigenen Antrag entlassen.

## Schriften
- Beiträge zur Lehre von der Notverordnung, 1920. (Dissertation)